# C27H29N3O3
化学式C27H29N3O3的化合物（摩尔质量：443.547 g/mol）可以指：
- NNC 63-0532，CAS号：250685-44-0
- NF-56-EJ40，CAS号：2380230-73-7

|  | 这个同类索引页列出了具有相同分子式的化学物（即同分異構體）条目。 除非您是有意链接至本页，否则应将相应条目的内部链接指向正确的条目。 |